# Bielikowo
Bielikowo est une localité polonaise de la gmina rurale de Brojce, située dans le powiat de Gryfice en voïvodie de Poméranie-Occidentale. Elle se situe à environ 12 km au nord-est de la ville de Gryfice et 80 km au nord-est  de la capitale régionale Szczecin. 

## Géographie

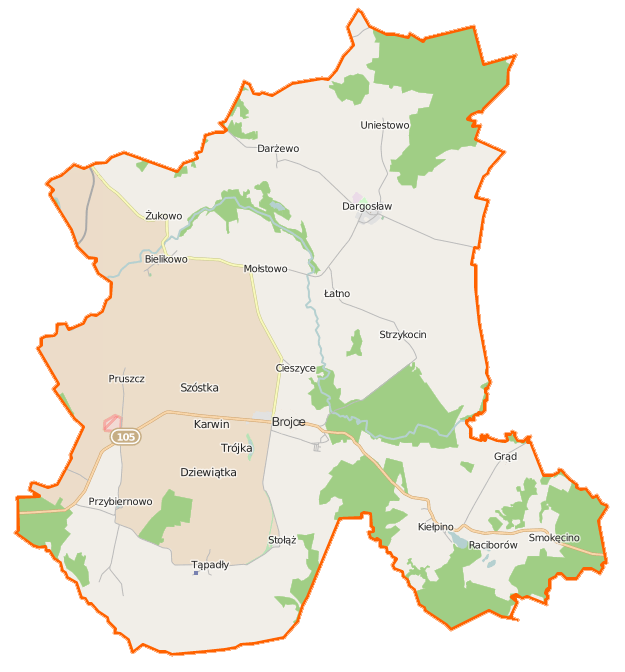
Carte de la gmina de Brojce.

## Histoire
De 1637 à 1945, Behlkow fait partie de l'arrondissement de Greifenberg-en-Poméranie au sein de la province de Poméranie.

## Culture locale et patrimoine

### Patrimoine religieux

#### Église de Bielikowo
Cette église catholique était auparavant une église évangélique. Elle fut construite au XVe siècle. Au XIVe siècle, la nef est agrandie et une partie de la sacristie rénovée.  

### Patrimoine civil

#### Moulin à eau
Ce bâtiment a été construit entre 1960 et 1970. Il est situé sur la rive nord de la rivière traversant le village. Actuellement, le moulin n'est plus utilisé à des fins de production mais comme logement.